# Ягодина
 Тази статия е за селото в България.  За града в Сърбия вижте Ягодина (град).  
Ягодина е село в Южна България. То се намира в община Борино, област Смолян.

## География
Село Ягодина се намира в планински район. То е разположено в Западните Родопи. В землището на селото попада част от Буйновското ждрело и част от Триградското ждрело. Селото е известно с Ягодинската пещера, която се намира на близо. 700 метра над селото се издига гористият връх Дурдага, висок 1693 метра.

## История
Селото е създадено още през XV век по време на османското владичество и носи името Балабан (на османски турски: ﺑﺎﻟـبـﺎن) или Балабанлар (на османски турски: بـــلــبـﺎنـــلــر).
Селото се споменава в османски списък на хората, натоварени да събират овце за султанския двор от 1576 година. Посочени са жителите Дираз Али Абаз и Рахман паша, натоварени да събират съответно 30 и 50 овце. Вероятно възникването му е свързано с преселване на хора от с. Грохотно. В регистър от 1576 г. след описа на Настан и Грохотно е записано „село Новасил (т.е. ново село) с друго име Балабанлъ, извън дефтера е (т.е. включено в регистрация за пръв път), на рида Деспот (т.е. Доспат)“. Така се индикира времево възникването на селището (между 1570 и 1596), като в него са описани 11 мюсюлмански домакинства и четирима неженени мюсюлмани, като двама от регистрираните са покръстени от първо поколение, но след единия от тях – Балабан Абдуллах, който вероятно е дал епонима на селото, са регистрирани още петима мюсюлмани с презиме „Балабан“, които вероятно са негови синове, също покръстени от първо поколение.
Селото се споменава и в османски регистър на чаушите (доброволците в османската армия) от средата на 16 век, участвали във военни походи, като участниците са посочени поименно. В документа се посочва и продукцията на селото, както и броя домакинства, чиито членове са взели участие във военни действия – 21. Всичките посочени носят мюсюлмански имена. Отбелязано е още, че селото е известно и под имената Саръ Балабан и Дур Али бей.
Според османски списък на селищата и немюсюлманските семейства в тях, предвид облагането им с джизие от 8 ноември 1635 година, броят на немюсюлманските семейства в Ягодина е 10.
В документ от главното мюфтийство в Истанбул, изброяващ вакъфите в Княжество България, допринасяли в полза на ислямските религиозни, образователни и благотворителни институции в периода 16 век – 1920 година, съставен в периода от 15.09.1920 до 03.09.1921 година, като вакъфско село се споменава и Ягодина (Balaban).
През 1872 година в селото има 200 къщи. От 1878 до 1886 година то попада в т. нар. Тъмръшка република. През 1920 година в селото живеят 367 души, през 1946 – 419 души, а през 1965 – 550 души.
Според Любомир Милетич към 1912 година село Ягодина (Балабанъ) спада към Дьовленската каза, а населението му се състои изцяло от помаци. Стою Шишков посочва, че селото попада в Рупчоската каза, като също потвърждава, че жителите му са помаци. Селото е опожарено от Българската армия през 1913 година, след бунт на местните жители, инспириран от правителството на т. нар. Гюмюрджинска република.
Комисията, работила по преименуването на българските селища през 1931–1932 г. спазва правила при преименуването, сред които е приемане на предложенията, дошли от самите населени места чрез Проектозаконите
на МВРНЗ. Така село Балабан получава названието Ягодина.

## Религии
Малка част от жителите на селото са помаци и изповядват сунитския ислям. Част от хората са нерелигиозни, а за изповядващите християнството има изграден Параклис „Пресвета Богородица“.

## Обществени институции
- Кметство с. Ягодина
- Основно училище „Отец Паисий“
- Народно читалище „Светлина“
- Туристическо Дружество „Родопея“
- Параклис „Пресвета Богородица“

## Културни и природни забележителности
Интересна забележителност е Ягодинската пещера, която е често посещавана от туристи. Освен пещерата, туристите могат да се порадват на дивата природа по четирите екопътеки, водещи до различни забележителности: пещера Дяволско гърло, връх Св. Илия, „Дяволски мост“ и водопада „Хайдушки дол“. Под връх Св. Илия се намира „Орлово око“ – единствената по рода си в България платформа, открита през месец май 2009 г., От нея може да видите безопасно 600-метрова пропаст и красива панорамна гледка към Родопите. До платформата може да се стигне по маркирана еко пътека, започваща от училището в село Ягодина, като разстоянието е 2 км, а денивелацията от 400 метра се изминава през 2/3 слънчев участък, а останалото е през горичка. Продължителността на прехода е около 1 ч и 10 мин нагоре и 45 мин надолу. За любителите на силните усещания се предлага транспорт с джип по обиколен черен път за около 30 мин.

## Редовни събития
Всяка Нова година жителите на Ягодина заедно със своите гости се събират в центъра на селото. Пали се голям огън, който гори до сутринта, а около него се играят хора.
От 2007 г. на 3 март се прави поход до връх Св. Илия, като походът започва от центъра на селото под звуците на гайди и родопски песни. На върха се организират различни игри за малки и големи. Същият ден се провежда и офроуд състезание. Пали се черешово топче и се празнува Освобождението на България, а и на селото от Османска власт.
Празникът на селото е първата събота и неделя от септември.
Има разнообразна програма: свирене на гайди, хора, веселба, надпяване, дискотека под звездите, заря.